# Lottie Hellingman
Lottie Hinke Hellingman (Middenbeemster, 7 augustus 1977) is een Nederlands actrice, zangeres, presentatrice en musicalartieste.

## Carrière
In 1992 was Hellingman op televisie te zien tijdens de Danny Kaye Children Award en in 1995 deed ze mee aan het televisieprogramma A star is born. Ze volgde tot 1995 lessen bij het Nederlands Kindertheater in Purmerend en debuteerde in 1997 in de musical Eindeloos waarin Liesbeth List en Coen van Vrijberghe de Coningh hoofdrollen vervulden. In 1999 was ze te zien in de film Missing Link. 
Vanaf 2001 was Hellingman een van de presentatoren van Jules Unlimited bij de VARA. In 2003 speelde ze ook mee in de televisieserie De Band van dezelfde omroep. In 2005 deed ze mee aan de AVRO-serie Wie is de Mol?. Zij eindigde als verliezend finaliste. Ze presenteerde jarenlang de Nationale Wetenschapsquiz en in 2011 speelde ze in de televisiefilm Vakantie in eigen land.
In 2025 speelt Hellingman de vrouwelijke hoofdrol van Jet in de Rob de Nijs-musical Malle babbe.
Hellingman is veelvuldig te horen in de nasynchronisatie van tekenfilms.

## Werk

### Televisie
als actrice:
- IJs (2001, NCRV) – Maaike Mulder
- SamSam  afl. The bachelor party (2001, Veronica) – Eefje
- Blauw blauw (1999-2000, RTL 4) – Susan
- De Band (2003-2005, VARA) – Hella Bakker
- Kamer van Ko (2004, Teleac/NOT) – Ko
- Julia's hart (tv-film, 2009) - hoofdverpleegster
- Vakantie in eigen land (2011, VARA) – Claire
- Hart tegen Hard (2011) – Esther Samuels
- Van God Los (2012, BNN) – Janneke (afl. 2 Babyshower)
- Dokter Tinus (2013) – Sandra Derks
- Dagboek van een callgirl (2015) – mevrouw Waardenburg
- Flikken Maastricht (2018) – Mirella

gastrollen in onder andere: SamSam, Dok 12, Hartslag, Boks, Gooische Vrouwen (juf op peuterschool), Dokter Tinus en Sorry, Minister (kantoormedewerkster)
als presentator:
- Jules Unlimited (2001-2005, VARA)
- Nederlandse Dans Dagen (2001, NPS)
- Groot Licht (KRO)
- Genau (Duitstalige versie van Groot Licht) (2002, ZDF)
- ZigZag (2006, KRO)
- Nationale Wetenschapsquiz Junior (2009, VPRO)
- Nationale Wetenschapsquiz Senior (2009-2014, VPRO)

overig
- Wie is de Mol? (deelneemster/verliezend finaliste seizoen 5, AVRO)
- Gouden Televizier-Ring Gala (zang, 2009, AVRO)
- Niets is wat het lijkt: Wie is de Mol? special (gast, AVRO)

### Nasynchronisatie
Onder andere:
- Chuggington – Calley
- Beugelbekkie – Maria Wong
- Huize Herrie – (Moeder) Rita Herrie
- Bratz – Jade
- Dora – Dora (seizoen 1-6)
- Dora and the Lost City of Gold – Moeder van Dora
- Hamtaro – Pepper
- Medabots – Erika
- SpongeBob SquarePants – Sandy Wang, Nancy
- Totally Spies – Sam (seizoen 1)
- Sabrina, the Animated Series – Sabrina
- Yu-Gi-Oh – Tea
- Digimon – Mimi Tachikawa
- Shin Chan – Cosmo (seizoen 1-2)
- Argaï – Angel, Fee Melusine, De Witte Vrouw
- Super Robot Monkey Team Hyperforce Go! – Jinmay
- Johnny Test – Susan Test
- Yin Yang Yo! – Yin
- Happy Feet – Gloria
- Pokémon – Cassidy (seizoen 3-5)
- George van de Jungle – Magnolia
- Barbie presenteert Duimelijntje – Duimelijntje
- Fillmore! – Ingrid Third
- Chalkzone – Penny
- The Elephant Princess – Alexandra Wilson
- Prinses Lillifee – prinses lillifee
- Bee Movie – Trudy
- Shrek the Third – Rapunzel
- Fanboy en Chum Chum – Yo
- De Prins van Egypte – Miriam (zang)
- Asterix contra Caesar – Walhalla
- Jimmy Two-Shoes – Heloise
- The Muppets – Mary
- De Smurfen – Grace Winslow
- De Smurfen 2 – Grace Winslow
- Disney Princess: De betoverende reis – Jasmine
- Mopatop's Shop – Puppyduck
- Alicia weet wat te doen! – Phlos
- Cars 3 – Natalie Certain
- TrollHunters – Morgana
- Ducktales – Dumbella Duck
- Amphibia – Anne
- Space Dogs – Belka
- Lassie – Lassie
- Dragons: Rescue Riders – Gemma
- Paddington – Mary Brown
- Paddington 2 – Mary Brown
- Don't Look Up – Brie Evantee
- Paddington in Peru – Mary Brown

### Musicals
- Eindeloos (1997) – Pearl
- Miss Saigon (1997-1998) – Ellen
- Nilsson (1998) – Diane & Joy
- Blood Brothers (1998-1999) – Linda
- Koning van Katoren (2000-2001) – Kim
- De scheepsjongens van Bontekoe (2004) – Syra/ Sito
- Circus (2013) – Victoria
- Lazarus (2020) – Elly
- De Hospita (2023-2024) – Nancy

### Toneel
- Flatzooi (2002-2003)
- De Gelukkige Mandarijn (2004-2005)
- Heute Noch, Verdomme (2005)
- De Kleine Kapitein (2007)
- Midzomernachtdroom (Bostheater Amsterdamse Bos) (2007)
- De Gebroeders Leeuwenhart (M-Lab) (2007-2008)
- Zomergasten (Bostheater Amsterdamse Bos) (2008)
- Ik en de koningin (2008-2009)
- De eenzaamheid van de priemgetallen (Bostheater) (2011)
- HELP (2012)
- Gejaagd door de wind (2014)
- Broos (2023)

### Films
- Vakantie in eigen land – Claire
- Deining – Lijs
- Missing Link – Susanne
- De Storm – Stientje
- De Hel van '63 – Annie
- Lady en de Vagebond II: Rakkers Avontuur – Twinkel
- Bratz: Forever Diamondz – Mandy
- Mijn beste vriendin Anne Frank – Ruth Judith Goslar

### Videospelen
- Pokémon Speel Het! – Julie
- Beyond Good & Evil – 20th Anniversary Edition – Dakini

### Persoonlijk
Hellingman is alleenstaande moeder van een dochter.